# Liste de sondages sur les élections générales québécoises de 1998
Cette page dresse la liste des sondages d'opinions réalisés pendant la 35e législature du Québec jusqu'aux élections générales de 1998.

## Intentions de vote
Les résultats indiqués le cas échéant entre parenthèses sont ceux avant répartition proportionnelle des répondants.
Après une élection très serrée, marquée par une faible avance en voix du Parti québécois, les appuis au PQ augmentent à l'hiver 1994 autour de 50 %. Les appuis au Parti libéral reculent sous les 40 % tandis que ceux de l'Action démocratique augmentent sensiblement au printemps 1995, atteignant même 20 % dans un sondage de janvier 1995. Dans la période pré-référendaire, l'écart entre le PQ (en baisse) et le PLQ (stable) se réduit. 
Après le référendum du 30 octobre 1995 et l'annonce du retrait de la vie politique de Jacques Parizeau, les appuis au PQ s'envolent alors que Lucien Bouchard est présenti pour devenir chef du PQ et conséquemment premier ministre. C'est effectivement le cas en janvier 1996 alors que les appuis au PQ atteignent leur zénith (dépassant les 55 % au début 1996) au détriment, principalement, de l'ADQ alors que le PLQ est stable autour des 35 % d'intentions de vote.
L'avance post-référendaire du PQ s'étiole au cours de 1996 et 1997 alors que le PLQ et l'ADQ augmentent leurs appuis respectifs. Juste avant l'arrivée de Jean Charest sur la scène provinciale, le PQ est très légèrement en avance sur le PLQ et l'ADQ stable autour des 10 % d'appuis.
L'arrivée de Jean Charest à la tête du Parti libéral amène à une très nette hausse des appuis au PLQ qui dépasse nettement le PQ pour la première fois depuis 1990. L'ADQ est aussi affectée négativement par l'iruption de Jean Charest sur la scène provinciale, mais dans une proportion moindre. L'effet est cependant de courte durée et le PQ remonte progressivement dans les intentions de vote jusqu'à talonner le PLQ au moment du déclenchement de la campagne électorale.
Au cours de la campagne la majorité des sondages donnent une avance assez significative au PQ, mais c'est finalement le PLQ qui arrive premier dans les intentions de votes. Arrivé 0,7 points derrière le PLQ, le PQ fait un moins score qu'annoncé par les sondages qui enregistrent une très mauvaise performance. L'ADQ consolide ses appuis (+ 5,3 points par rapport à 1994) mais échoue à gagner d'autres sièges que celui de son chef à Rivière-du-Loup.

### Pendant la campagne électorale
|                                                         |
| - Parti libéral - Parti québécois - Action démocratique |

| Dernier jour du sondage                                          | PLQ  | PQ   | ADQ  | Autres | Sondeur    | Échantillon | ME    | Lien  |
| ---------------------------------------------------------------- | ---- | ---- | ---- | ------ | ---------- | ----------- | ----- | ----- |
| Dernier jour du sondage                                          |      |      |      |        | Sondeur    | Échantillon | ME    | Lien  |
| Résultats du vote                                                | 43,6 | 42,9 | 11,8 | 1,7    |            |             |       |       |
| 26 novembre 1998                                                 | 42   | 46   | 11   | 1      | Léger      | 1 001       | ± 3,1 | [ 2 ] |
| 24 novembre 1998                                                 | 41   | 45   | 14   | 0      | Sondagem   | 1 025       | ± 3,1 | PDF   |
| 24 novembre 1998                                                 | 38   | 48   | 10   | 4      | SOM        | 1 031       | ± 3,8 | PDF   |
| 23 novembre 1998                                                 | 41   | 46   | 11   | NC     | Angus Reid | 1 001       | ± 3,1 | HTML  |
| 23 novembre 1998                                                 | 39   | 46   | 13   | 1      | CROP       | 1 003       | ± 3,0 | PDF   |
| 18 novembre 1998                                                 | 43   | 44   | 13   | 1      | Léger      | 1 009       | ± 3,0 | [ 3 ] |
| Débat des chefs (17 novembre 1998)                               |      |      |      |        |            |             |       |       |
| 14 novembre 1998                                                 | 44   | 47   | 10   | 0      | Sondagem   | NC          | NC    | PDF   |
| 12 novembre 1998                                                 | 45   | 47   | 7    | 1      | Léger      | NC          | NC    | [ 2 ] |
| 11 novembre 1998                                                 | 44   | 48   | 8    | 2      | CROP       | 1 007       | ± 3,0 | PDF   |
| 9 novembre 1998                                                  | 47   | 46   | 6    | 2      | Angus Reid | 1 001       | ± 3,1 |       |
| 5 novembre 1998                                                  | 46   | 48   | 6    | 2      | Léger      | NC          | NC    | [ 2 ] |
| 4 novembre 1998                                                  | 45   | 46   | 7    | 2      | CROP       | NC          | NC    | PDF   |
| 30 octobre 1998                                                  | 46   | 48   | 6    | 1      | Léger      | 1 008       | ± 3,1 | [ 4 ] |
| Déclenchement officiel des élections générales (28 octobre 1998) |      |      |      |        |            |             |       |       |

### Pendant la35elégislature du Québec
|                                                         |
| - Parti libéral - Parti québécois - Action démocratique |

#### En 1998 (avant la campagne électorale)
| Dernier jour du sondage                                                                       | PLQ     | PQ      | ADQ   | Autres | Sondeur    | Échantillon | ME    | Lien,  |
| --------------------------------------------------------------------------------------------- | ------- | ------- | ----- | ------ | ---------- | ----------- | ----- | ------ |
| Dernier jour du sondage                                                                       |         |         |       |        | Sondeur    | Échantillon | ME    | Lien,  |
| 27 octobre 1998                                                                               | 46,5    | 44,7    | 6,6   | 1,4    | SOM        | 1 022       | ± 3,6 | et PDF |
| 21 octobre 1998                                                                               | 45      | 44      | 9     | 2      | CROP       | 1 002       | ± 3,0 | PDF    |
| 8 octobre 1998                                                                                | 49      | 45      | 5     | 1      | Léger      | 1 000       | ± 3,0 | [ 8 ]  |
| 23 septembre 1998                                                                             | 45      | 46      | 7     | 3      | CROP       | 949         | ± 3,0 | PDF    |
| 27 août 1998                                                                                  | 49      | 43      | 6     | 2      | CROP       | NC          | NC    | PDF    |
| 25 août 1998                                                                                  | 48      | 44      | 6     | 1      | Angus Reid | 423         | NC    | PDF    |
| 12 août 1998                                                                                  | 46      | 43      | 6     | 6      | SOM        | 1 012       | ± 3,6 | PDF    |
| 11 août 1998                                                                                  | 50      | 45      | 3     | 1      | Léger      | 1 001       | ± 3,1 | [ 9 ]  |
| 25 juin 1998                                                                                  | 51      | 42      | 6     | 1      | Léger      | 893         | ± 3,0 | [ 10 ] |
| 22 juin 1998                                                                                  | 50      | 41      | 6     | 3      | CROP       | NC          | NC    | PDF    |
| 7 juin 1998                                                                                   | 48      | 40      | 8     | 4      | Angus Reid | 1 000       | ± 3,1 | PDF    |
| 20 mai 1998                                                                                   | 51      | 40      | 5     | 4      | CROP       | NC          | NC    | PDF    |
| 17 mai 1998                                                                                   | 50,4    | 44,1    | 4,3   | 1,2    | Léger      | 1 000       | ± 3,1 | ,      |
| Jean Charest devient chef du Parti libéral du Québec (30 avril 1998)                          |         |         |       |        |            |             |       |        |
| 27 avril 1998                                                                                 | 52      | 39      | 5     | 4      | CROP       | NC          | NC    | PDF    |
| 21 avril 1998                                                                                 | 50      | 43      | 5     | 2      | Léger      | 1 000       | ± 3,0 | [ 13 ] |
| 1er avril 1998                                                                                | 58      | 36      | 6     | 1      | SOM        | 1 018       | ± 3,6 | [ 14 ] |
| 1er avril 1998                                                                                | 57      | 37      | 4     | 2      | CROP       | 1 000       | ± 3,0 | [ 15 ] |
| 24 mars 1998                                                                                  | 53      | 39      | 7     | 1      | Léger      | 1 000       | ± 3,1 | [ 16 ] |
| 18 mars 1998                                                                                  | 48      | 44      | 6     | 2      | CROP       | NC          | NC    | PDF    |
| 10 mars 1998                                                                                  | 53 (50) | 39 (37) | 8 (7) | NC     | Angus Reid | 1 000       | ± 3,1 | PDF    |
| Daniel Johnson annonce qu'il va quitter la chefferie du Parti libéral du Québec (3 mars 1998) |         |         |       |        |            |             |       |        |
| 1er mars 1998                                                                                 | 37      | 49      | 7     | 6      | Angus Reid | NC          | NC    | PDF    |
| 1er mars 1998                                                                                 | 46      | 39      | 9     | 7      | Angus Reid | NC          | NC    | PDF    |
| 19 février 1998                                                                               | 38      | 52      | 6     | 5      | CROP       | 927         | ± 3,3 | PDF    |
| 17 février 1998                                                                               | 42      | 49      | 7     | 3      | Léger      | 1 000       | ± 3,1 | ,      |
| 22 janvier 1998                                                                               | 42      | 49      | 7     | 2      | Léger      | 1 000       | ± 3,1 | ,      |

#### En 1997
| Dernier jour du sondage | PLQ  | PQ   | ADQ | Autres | Sondeur    | Échantillon | ME    | Lien   |
| ----------------------- | ---- | ---- | --- | ------ | ---------- | ----------- | ----- | ------ |
| Dernier jour du sondage |      |      |     |        | Sondeur    | Échantillon | ME    | Lien   |
| 6 décembre 1997         | 37   | 46   | 10  | 6      | Angus Reid | 1 000       | ± 3,1 | PDF    |
| 21 novembre 1997        | 37   | 44   | 14  | 6      | SOM        | NC          | NC    | PDF    |
| 19 novembre 1997        | 41   | 47   | 10  | 2      | Léger      | 1 001       | ± 3,1 | [ 19 ] |
| 20 octobre 1997         | 45   | 44   | 9   | 2      | Léger      | 1 001       | ± 3,1 | [ 20 ] |
| 30 septembre 1997       | 43   | 46   | 7   | 4      | CROP       | 1 003       | ± 3,0 | PDF    |
| 23 septembre 1997       | 42   | 46   | 10  | 2      | Léger      | 1 002       | ± 3,1 | [ 21 ] |
| 27 août 1997            | 41   | 47   | 3   | NC     | Léger      | 100         | ± 3,0 | PDF    |
| 17 juin 1997            | 42   | 48   | 8   | 2      | Léger      | 1 002       | ± 3,1 | [ 22 ] |
| 22 avril 1997           | 39   | 47   | 11  | 3      | Léger      | 1 006       | ± 3,1 | [ 23 ] |
| 13 avril 1997           | 37   | 52   | NC  | NC     | Sondagem   | 1 065       | ± 3,1 | PDF    |
| 26 mars 1997            | 38   | 46   | 13  | 4      | Léger      | 1 010       | ± 3,1 | ,      |
| 29 janvier 1997         | 38,7 | 50,8 | 8,0 | 3,1    | Léger      | 1 002       | ± 3,1 | ,      |

#### En 1996
| Dernier jour du sondage                                              | PLQ  | PQ   | ADQ | Autres | Sondeur | Échantillon | ME    | Lien   |
| -------------------------------------------------------------------- | ---- | ---- | --- | ------ | ------- | ----------- | ----- | ------ |
| Dernier jour du sondage                                              |      |      |     |        | Sondeur | Échantillon | ME    | Lien   |
| 12 décembre 1996                                                     | 41   | 46   | 12  | 1      | Léger   | 1 005       | ± 3,1 | [ 27 ] |
| 4 décembre 1996                                                      | 40   | 50   | 7   | 3      | SOM     | 698         | NC    | PDF    |
| 20 novembre 1996                                                     | 31   | 41   | 9   | NC     | Léger   | 859         | ± 3,3 | [ 28 ] |
| 28 octobre 1996                                                      | 34   | 51   | 11  | 4      | CROP    | NC          | NC    | NC     |
| 23 octobre 1996                                                      | 36   | 49   | 12  | 3      | SOM     | 1 000       | ± 3,7 | PDF    |
| 17 octobre 1996                                                      | 42,5 | 47,4 | 8,5 | 1,6    | Léger   | 1 005       | ± 3,1 | ,      |
| 29 septembre 1996                                                    | 40   | 47   | 9   | 4      | Léger   | 1 002       | ± 3,1 | ,      |
| 22 août 1996                                                         | 28   | 48   | 7   | NC     | Léger   | 1 001       | ± 3,1 | ,      |
| 17 juin 1996                                                         | 37   | 55   | 6   | 2      | Léger   | 1 003       | ± 3,1 | ,      |
| 27 mai 1996                                                          | 35   | 57   | 5   | 3      | CROP    | 1 009       | ± 3,0 | PDF    |
| 22 mai 1996                                                          | 39   | 51   | 7   | 3      | Léger   | NC          | NC    | NC     |
| 21 mai 1996                                                          | 32   | 55   | 8   | 5      | SOM     | 2 007       | NC    |        |
| 17 avril 1996                                                        | 41   | 51   | 7   | 2      | Léger   | 1 001       | ± 3,1 | ,      |
| 17 mars 1996                                                         | 34   | 56   | 5   | 5      | CROP    | NC          | NC    | NC     |
| 20 février 1996                                                      | 33   | 57   | 6   | 4      | CROP    | NC          | NC    | NC     |
| 19 février 1996                                                      | 36   | 53   | 9   | 2      | Léger   | NC          | NC    | NC     |
| Lucien Bouchard devient premier ministre du Québec (29 janvier 1996) |      |      |     |        |         |             |       |        |
| 25 janvier 1996                                                      | 34   | 53   | 11  | 2      | Léger   | 1 005       | ± 3,1 | ,      |
| 23 janvier 1996                                                      | 32   | 59   | 4   | 5      | CROP    | NC          | NC    | NC     |

#### En 1995
| Dernier jour du sondage                                                   | PLQ  | PQ   | ADQ  | Autres | Sondeur | Échantillon | ME    | Lien   |
| ------------------------------------------------------------------------- | ---- | ---- | ---- | ------ | ------- | ----------- | ----- | ------ |
| Dernier jour du sondage                                                   |      |      |      |        | Sondeur | Échantillon | ME    | Lien   |
| 18 décembre 1995                                                          | 34   | 57   | 5    | NC     | CROP    | 1 001       | ± 3,0 | PDF    |
| 21 novembre 1995                                                          | 33   | 54   | 11   | 2      | Léger   | 1 003       | ± 3,1 | [ 35 ] |
| Jacques Parizeau annonce son départ de la vie politique (31 octobre 1995) |      |      |      |        |         |             |       |        |
| Référendum québécois de 1995 (30 octobre 1995)                            |      |      |      |        |         |             |       |        |
| 25 octobre 1995                                                           | 40   | 51   | 5    | 4      | SOM     | NC          | NC    | PDF    |
| 16 octobre 1995                                                           | 41   | 49   | 7    | 3      | SOM     | 981         | ± 3,8 | PDF    |
| 23 août 1995                                                              | 36   | 45   | 15   | 5      | Léger   | 1 003       | ± 3,1 | [ 36 ] |
| 25 juin 1995                                                              | 39   | 46   | 10   | 5      | CROP    | 1 509       | ± 2,5 | PDF    |
| 20 juin 1995                                                              | 35   | 41   | 16   | 8      | Léger   | 1 005       | ± 3,1 | [ 37 ] |
| 24 mai 1995                                                               | 34   | 45   | 15   | 6      | Léger   | 1 001       | ± 3,1 | [ 38 ] |
| 20 avril 1995                                                             | 39   | 45   | 13   | 3      | Léger   | 1 002       | ± 3,1 | [ 39 ] |
| 27 mars 1995                                                              | 42   | 45   | 11   | NC     | SOM     | 1 008       | NC    | PDF    |
| 22 mars 1995                                                              | 35   | 45   | 17   | NC     | Léger   | 1 005       | ± 3,1 | [ 40 ] |
| 21 février 1995                                                           | 35   | 45   | 17   | 3      | Léger   | 1 006       | ± 3,1 | [ 41 ] |
| 8 février 1995                                                            | 41   | 45   | 11   | 4      | CROP    | NC          | NC    | PDF    |
| 25 janvier 1995                                                           | 32,4 | 45,9 | 20,0 | 1,7    | Léger   | 1 001       | NC    | ,      |

#### En 1994
| Dernier jour du sondage | PLQ  | PQ   | ADQ | Autres | Sondeur | Échantillon | ME    |
| ----------------------- | ---- | ---- | --- | ------ | ------- | ----------- | ----- |
| Dernier jour du sondage |      |      |     |        | Sondeur | Échantillon | ME    |
| 14 décembre 1994        | 38   | 49   | 11  | 2      | SOM     | 1 010       | NC    |
| 21 novembre 1994        | 35   | 51   | 10  | 4      | CROP    | 1 023       | ± 3,0 |
| 26 septembre 1994       | 38   | 49   | 10  | 3      | CROP    | NC          | NC    |
| Élection de 1994        | 44,4 | 44,8 | 6,5 | 4,3    |         |             |       |

### Par langue

#### Intentions de votes chez les francophones
|                                                         |
| - Parti libéral - Parti québécois - Action démocratique |

| Dernier jour du sondage                                          | PLQ  | PQ   | ADQ  | ÉGA | Autres | Sondeur    | Échantillon | ME | Lien   |
| ---------------------------------------------------------------- | ---- | ---- | ---- | --- | ------ | ---------- | ----------- | -- | ------ |
| Dernier jour du sondage                                          |      |      |      |     |        | Sondeur    | Échantillon | ME | Lien   |
| 26 novembre 1998                                                 | 30   | 56   | 13   | NC  | 2      | Léger      | NC          | NC | [ 2 ]  |
| 24 novembre 1998                                                 | 31   | 55   | NC   | NC  | NC     | Sondagem   | NC          | NC | PDF    |
| 24 novembre 1998                                                 | 27   | 57   | NC   | NC  | NC     | SOM        | NC          | NC | PDF    |
| 23 novembre 1998                                                 | 29   | 51   | NC   | NC  | NC     | Angus Reid | NC          | NC | [ 44 ] |
| 23 novembre 1998                                                 | 22   | 50   | 14   | 1   | 0      | CROP       | NC          | NC | PDF    |
| 18 novembre 1998                                                 | 34   | 51   | 15   | NC  | 1      | Léger      | NC          | NC | [ 3 ]  |
| 11 novembre 1998                                                 | 28   | 52   | 6    | 1   | 0      | CROP       | NC          | NC | PDF    |
| 4 novembre 1998                                                  | 32   | 50   | 7    | 2   | 0      | CROP       | NC          | NC | PDF    |
| 30 octobre 1998                                                  | 37   | 56   | 6    | NC  | 1      | Léger      | NC          | NC | [ 4 ]  |
| Déclenchement officiel des élections générales (28 octobre 1998) |      |      |      |     |        |            |             |    |        |
| 21 octobre 1998                                                  | 27   | 45   | 8    | 2   | 0      | CROP       | NC          | NC | PDF    |
| 8 octobre 1998                                                   | 39   | 54   | 6    | NC  | 1      | Léger      | NC          | NC | [ 8 ]  |
| 23 septembre 1998                                                | 36   | 54   | 8    | 1   | 1      | CROP       | NC          | NC | PDF    |
| 27 août 1998                                                     | 40   | 53   | 5    | 1   | 1      | CROP       | NC          | NC | PDF    |
| 12 août 1998                                                     | 35   | 51   | 7    | NC  | 7      | SOM        | NC          | NC | PDF    |
| 7 juin 1998                                                      | 40   | 47   | 10   | NC  | 3      | Angus Reid | NC          | NC | PDF    |
| 1er avril 1998                                                   | 48   | 46   | 5    | 2   | 0      | CROP       | 535         | NC | [ 15 ] |
| 19 février 1998                                                  | 30   | 59   | 6    | 4   | 1      | CROP       | NC          | NC | PDF    |
| 21 novembre 1997                                                 | 26   | 52   | 16   | NC  | 6      | SOM        | 671         | NC | PDF    |
| 30 septembre 1997                                                | 34   | 56   | 8    | 2   | 1      | CROP       | 671         | NC | PDF    |
| 4 décembre 1996                                                  | 30   | 60   | 8    | NC  | 2      | SOM        | 580         | NC | PDF    |
| 23 octobre 1996                                                  | 26   | 57   | 14   | NC  | 3      | SOM        | NC          | NC | PDF    |
| 27 mai 1996                                                      | 26   | 67   | 5    | 1   | 1      | CROP       | 688         | NC | PDF    |
| 18 décembre 1995                                                 | 22   | 60   | NC   | NC  | NC     | CROP       | NC          | NC | PDF    |
| 25 janvier 1995                                                  | 17,6 | 46,6 | 18,6 | NC  | NC     | Léger      | NC          | NC | ,      |

#### Intentions de votes chez les non-francophones
| Dernier jour du sondage                                          | PLQ | PQ | ADQ | ÉGA | Autres | Sondeur    | Échantillon | ME | Lien   |
| ---------------------------------------------------------------- | --- | -- | --- | --- | ------ | ---------- | ----------- | -- | ------ |
| Dernier jour du sondage                                          |     |    |     |     |        | Sondeur    | Échantillon | ME | Lien   |
| 23 novembre 1998                                                 | 74  | 6  | 2   | 5   | 0      | CROP       | NC          | NC | PDF    |
| 11 novembre 1998                                                 | 79  | 10 | 2   | 2   | 0      | CROP       | NC          | NC | PDF    |
| 4 novembre 1998                                                  | 75  | 10 | 1   | 5   | 1      | CROP       | NC          | NC | PDF    |
| 30 octobre 1998                                                  | 85  | 11 | 3   | NC  | 1      | Léger      | NC          | NC | [ 4 ]  |
| Déclenchement officiel des élections générales (28 octobre 1998) |     |    |     |     |        |            |             |    |        |
| 21 octobre 1998                                                  | 71  | 6  | 2   | 3   | 1      | CROP       | NC          | NC | PDF    |
| 8 octobre 1998                                                   | 88  | 8  | 2   | NC  | 2      | Léger      | NC          | NC | [ 8 ]  |
| 23 septembre 1998                                                | 84  | 8  | 2   | 4   | 2      | CROP       | NC          | NC | PDF    |
| 27 août 1998                                                     | 87  | 5  | 2   | 6   | 2      | CROP       | NC          | NC | PDF    |
| 12 août 1998                                                     | 85  | 12 | 1   | NC  | 2      | SOM        | NC          | NC | PDF    |
| 7 juin 1998                                                      | 90  | 6  | 1   | NC  | 3      | Angus Reid | NC          | NC | PDF    |
| 1er avril 1998                                                   | 93  | 2  | 3   | 1   | 0      | CROP       | 238         | NC | [ 15 ] |
| 19 février 1998                                                  | 76  | 11 | 6   | 7   | 1      | CROP       | NC          | NC | PDF    |
| 21 novembre 1997                                                 | 79  | 9  | 5   | NC  | 7      | SOM        | 139         | NC | PDF    |
| 30 septembre 1997                                                | 85  | 3  | 5   | 6   | 1      | CROP       | 107         | NC | PDF    |
| 29 janvier 1997                                                  | 71  | 10 | 7   | NC  | 12     | Léger      | NC          | NC | [ 26 ] |
| 4 décembre 1996                                                  | 83  | 8  | 3   | NC  | 6      | SOM        | 118         | NC | PDF    |
| 23 octobre 1996                                                  | 84  | 10 | 4   | NC  | 2      | SOM        | NC          | NC | PDF    |
| 27 mai 1996                                                      | 80  | 7  | 3   | 8   | 2      | CROP       | 124         | NC | PDF    |
| 18 décembre 1995                                                 | 69  | NC | NC  | NC  | NC     | CROP       | NC          | NC | PDF    |

### Par zone géographique
| Dernier jour du sondage | PLQ | PQ | ADQ | ÉGA | Autres | Sondeur | Échantillon | ME | Lien   |
| ----------------------- | --- | -- | --- | --- | ------ | ------- | ----------- | -- | ------ |
| Dernier jour du sondage |     |    |     |     |        | Sondeur | Échantillon | ME | Lien   |
| 23 novembre 1998        | 38  | 36 | 10  | 1   | 0      | CROP    | NC          | NC | PDF    |
| 11 novembre 1998        | 44  | 39 | 5   | 1   | 0      | CROP    | NC          | NC | PDF    |
| 4 novembre 1998         | 43  | 40 | 5   | 2   | 1      | CROP    | NC          | NC | PDF    |
| 27 octobre 1998         | 52  | 41 | NC  | NC  | NC     | SOM     | NC          | NC | [ 7 ]  |
| 21 octobre 1998         | 40  | 33 | 7   | 2   | 0      | CROP    | NC          | NC | PDF    |
| 23 septembre 1998       | 50  | 39 | 7   | 2   | 1      | CROP    | NC          | NC | PDF    |
| 27 août 1998            | 53  | 40 | 3   | 3   | 1      | CROP    | NC          | NC | PDF    |
| 12 août 1998            | 53  | 40 | 3   | NC  | 5      | SOM     | NC          | NC | PDF    |
| 1er avril 1998          | 67  | 28 | 3   | 2   | 0      | CROP    | NC          | NC | [ 15 ] |
| 19 février 1998         | 43  | 46 | 6   | 4   | 1      | CROP    | NC          | NC | PDF    |
| 30 septembre 1997       | 47  | 41 | 7   | 4   | 1      | CROP    | 400         | NC | PDF    |
| 27 mai 1996             | 42  | 49 | 4   | 3   | 1      | CROP    | NC          | NC | PDF    |
| 18 décembre 1995        | 36  | 42 | NC  | NC  | NC     | CROP    | NC          | NC | PDF    |
| 14 décembre 1994        | 44  | 44 | 9   | NC  | 3      | SOM     | NC          | NC | PDF    |
| 21 novembre 1994        | 42  | 44 | NC  | NC  | NC     | CROP    | NC          | NC | PDF    |

| Dernier jour du sondage | PLQ | PQ | ADQ | ÉGA | Autres | Sondeur | Échantillon | ME | Lien  |
| ----------------------- | --- | -- | --- | --- | ------ | ------- | ----------- | -- | ----- |
| Dernier jour du sondage |     |    |     |     |        | Sondeur | Échantillon | ME | Lien  |
| 23 novembre 1998        | 21  | 49 | 15  | 1   | 0      | CROP    | NC          | NC | PDF   |
| 11 novembre 1998        | 27  | 48 | 9   | 4   | 0      | CROP    | NC          | NC | PDF   |
| 4 novembre 1998         | 35  | 46 | 5   | 3   | 0      | CROP    | NC          | NC | PDF   |
| 27 octobre 1998         | 46  | 43 | NC  | NC  | NC     | SOM     | NC          | NC | [ 7 ] |
| 21 octobre 1998         | 34  | 41 | 8   | 1   | 1      | CROP    | NC          | NC | PDF   |
| 23 septembre 1998       | 37  | 50 | 9   | 4   | 0      | CROP    | NC          | NC | PDF   |
| 27 août 1998            | 38  | 57 | 4   | 0   | 2      | CROP    | NC          | NC | PDF   |
| 12 août 1998            | 40  | 45 | 9   | NC  | 6      | SOM     | NC          | NC | PDF   |
| 19 février 1998         | 32  | 56 | 8   | 3   | 1      | CROP    | NC          | NC | PDF   |
| 30 septembre 1997       | 41  | 45 | 10  | 3   | 1      | CROP    | 183         | NC | PDF   |
| 27 mai 1996             | 24  | 67 | 6   | 1   | 1      | CROP    | NC          | NC | PDF   |
| 18 décembre 1995        | 16  | 64 | NC  | NC  | NC     | CROP    | NC          | NC | PDF   |
| 14 décembre 1994        | 22  | 60 | 16  | NC  | 2      | SOM     | NC          | NC | PDF   |
| 21 novembre 1994        | 23  | 64 | NC  | NC  | NC     | CROP    | NC          | NC | PDF   |

| Dernier jour du sondage | PLQ | PQ | ADQ | ÉGA | Autres | Sondeur | Échantillon | ME | Lien |
| ----------------------- | --- | -- | --- | --- | ------ | ------- | ----------- | -- | ---- |
| Dernier jour du sondage |     |    |     |     |        | Sondeur | Échantillon | ME | Lien |
| 23 novembre 1998        | 26  | 48 | 13  | 1   | 0      | CROP    | NC          | NC | PDF  |
| 11 novembre 1998        | 30  | 50 | 5   | 0   | 0      | CROP    | NC          | NC | PDF  |
| 4 novembre 1998         | 37  | 45 | 7   | 2   | 0      | CROP    | NC          | NC | PDF  |
| 21 octobre 1998         | 28  | 44 | 7   | 2   | 0      | CROP    | NC          | NC | PDF  |
| 23 septembre 1998       | 40  | 52 | 6   | 1   | 2      | CROP    | NC          | NC | PDF  |
| 27 août 1998            | 44  | 48 | 7   | 2   | 1      | CROP    | NC          | NC | PDF  |
| 12 août 1998            | 39  | 46 | 8   | NC  | 7      | SOM     | NC          | NC | PDF  |
| 19 février 1998         | 33  | 56 | 6   | 4   | 0      | CROP    | NC          | NC | PDF  |
| 30 septembre 1997       | 38  | 52 | 7   | 2   | 1      | CROP    | 195         | NC | PDF  |
| 27 mai 1996             | 29  | 63 | 4   | 1   | 2      | CROP    | NC          | NC | PDF  |
| 18 décembre 1995        | 28  | 56 | NC  | NC  | NC     | CROP    | NC          | NC | PDF  |
| 14 décembre 1994        | 36  | 50 | 13  | NC  | 1      | SOM     | NC          | NC | PDF  |
| 21 novembre 1994        | 31  | 55 | NC  | NC  | NC     | CROP    | NC          | NC | PDF  |

### Par âge
| Sondeur | Date             | Parti libéral | Parti libéral | Parti libéral | Parti québécois | Parti québécois | Parti québécois | Action démocratique | Action démocratique | Action démocratique | Autres | Autres | Autres  |
| ------- | ---------------- | ------------- | ------------- | ------------- | --------------- | --------------- | --------------- | ------------------- | ------------------- | ------------------- | ------ | ------ | ------- |
| Sondeur | Date             |               |               |               |                 |                 |                 |                     |                     |                     |        |        |         |
| Sondeur | Date             | 18–34         | 35–54         | + de 55       | 18–34           | 35–54           | + de 55         | 18–34               | 35–54               | + de 55             | 18–34  | 35–54  | + de 55 |
| CROP    | 23 novembre 1998 | 38            | 33            | 50            | 45              | 54              | 37              | 15                  | 12                  | 12                  | 2      | 1      | 1       |
| CROP    | 11 novembre 1998 | 37            | 39            | 59            | 53              | 53              | 36              | 10                  | 6                   | 4                   | 1      | 1      | 2       |
| CROP    | 27 août 1998     | 40            | 44            | 64            | 52              | 49              | 30              | 6                   | 5                   | 3                   | 4      | 3      | 4       |
| CROP    | 1er avril 1998   | 51            | 53            | 71            | 42              | 41              | 23              | 4                   | 4                   | 4                   | 5      | 3      | 2       |
| CROP    | 27 mai 1996      | 26            | 31            | 54            | 63              | 63              | 39              | 8                   | 3                   | 1                   | 3      | 4      | 5       |

## Niveaux de satisfaction

### Satisfaction envers le gouvernement
|  |

#### Gouvernement Bouchard (1996-1998)
| Dernier jour du sondage | Satisfaits | Insatisfaits | NSP / Refus | Sondeur | Échantillon | Marge d'erreur | Source |
| ----------------------- | ---------- | ------------ | ----------- | ------- | ----------- | -------------- | ------ |
| 23 novembre 1998        | 51         | 43           | 6           | CROP    | 1 003       | ± 3,1          | PDF    |
| 4 novembre 1998         | 53         | 41           | 6           | CROP    | NC          | NC             | [ 45 ] |
| 30 octobre 1998         | 56         | 42           | 2           | Léger   | 1 008       | ± 3,1          | [ 4 ]  |
| 27 octobre 1998         | 57,7       | 37,6         | 4,7         | SOM     | 1 022       | ± 3,6          | [ 7 ]  |
| 27 août 1998            | 47         | 45           | 8           | CROP    | NC          | NC             | PDF    |
| 11 août 1998            | 50         | 48           | 2           | Léger   | 1 001       | ± 3,1          | [ 9 ]  |
| 18 mars 1998            | 45         | 48           | 6           | CROP    | 947         | ± 3,3          | PDF    |
| 19 février 1998         | 52         | 42           | 6           | CROP    | 927         | ± 3,3          | PDF    |
| 21 novembre 1997        | 49         | 44           | 7           | SOM     | 997         | ± 3,7          | PDF    |
| 30 septembre 1997       | 40         | 50           | 10          | CROP    | 1 003       | ± 3,0          | PDF    |
| 12 décembre 1996        | 41         | 56           | 3           | Léger   | 1 005       | ± 3,1          | [ 27 ] |
| 20 novembre 1996        | 48         | 49           | 3           | Léger   | 859         | ± 3,3          | [ 28 ] |
| 28 octobre 1996         | 53         | 41           | 6           | CROP    | 1 003       | ± 3,0          | PDF    |
| 22 août 1996            | 53         | 43           | 4           | Léger   | 1 001       | ± 3,1          | [ 31 ] |

#### Gouvernement Parizeau (1994-1996)
| Dernier jour du sondage | Satisfaits | Insatisfaits | NSP / Refus | Sondeur    | Échantillon | Marge d'erreur | Source |
| ----------------------- | ---------- | ------------ | ----------- | ---------- | ----------- | -------------- | ------ |
| 15 août 1995            | 46         | 46           | 8           | SOM        | 1 036       | ± 3,5          | PDF    |
| 24 mai 1995             | 43         | 52           | 5           | Léger      | 1 001       | ± 3,1          | PDF    |
| 4 avril 1995            | 47         | 44           | 9           | Environics | 500         | NC             | [ 46 ] |
| 27 mars 1995            | 49         | NC           | NC          | SOM        | 1 008       | ± 3,6          | PDF    |
| 14 décembre 1994        | 55         | 28           | 17          | SOM        | 1 010       | NC             | PDF    |